# 한국인 입양아
한국인 입양아는 해외 입양이라고도 불리는 전 세계에 퍼져 있는 한국 출신 입양인을 뜻한다.

## 역사
조선 시대의 입양은 두 가지 방식으로 이루어졌다. 자식을 키울 수 없는 부모가 주로 자식이 없다고 알려진 집 앞에 몰래 아기를 갖다놓고 그 아이가 거두어진 경우 그 아이를 업동이라고 불렀다. 보다 공식적인 입양은 대를 잇기 위해 이루어졌다. 즉 집안의 장손에게 아들이 없는 경우 조카를 장손이 입양해서 대를 잇게 한 것이다.
입양이 본격화된 것은 한국 전쟁 이후이고 첫 해외입양은 1953년에 이루어졌다. 전란으로 인해 수많은 전쟁 고아들이 생겨났고 이들 중 일부는 미국으로 입양되었다. 한국 전쟁 이후 해외 입양은 홀트 아동복지회(1955년 설립) 등의 기관에 의해 제도적으로 확립되었으며 경제적 이유 때문에 아이를 키울 수 없는 부모들에 의해 많은 아이들이 외국으로 보내졌다. 입양지도 북미 이외에 서유럽 등지로 확장되었고 한국은 오랫동안 세계 최대의 고아 수출국으로 불리기도 했다. 최근엔, 경제적 이유보단, 미혼모의 아이이거나 장애아라서 버려진 아이들의 입양이 주종를 이루고 있으므로, 지난 2004년 하반기에 방영된 KBS 2TV 월화 드라마인 '미안하다, 사랑한다'의 경우, 국내 제작 드라마 중 유일무이하게 해외 입양이라는 가장 비극적인 소재로, 사회적으로 가장 큰 화두가 되고 있는 해외 입양 문제로 인한 사회적 폐해의 심각성을 지적해보는 휴먼 멜로 드라마로, 시청률 1위를 기록하는 기염을 토한 만큼, 장안의 큰 관심을 모았던 화제작으로 꼽힌다.

## 원인
초기 해외입양의 가장 큰 원인은 경제적 문제가 주를 이뤘고 한국의 경제가 안정된 이후 자연히 한국은 고아수출국 1위의 위치를 다른 미개발 국가들에게 내주게 되었다. (현재 세계 4위) 그러나 현재 일인당 국민소득에 비해 월등히 높은 해외 입양인 수는 한국의 특수성에 의해 설명되고 있다. 가장 큰 원인으로 지적되는 것은 혈연 중심적 가족 관계와 유교적 도덕관이다. 많은 한국인들이 자신의 혈통이 아닌 아이를 키우기를 꺼리고 불임인 경우에도 시험관 아기 등 의학적 방법에 의해 어떻게 해서라도 자신의 핏줄을 얻으려는 경향이 있다. 최근에 문제가 되고 있는 것은 급격한 미혼모 자녀의 증가이다. 보통 미혼모와 그 자녀들은 유교적 도덕관에 의해 큰 수치로 여겨지며 미혼모가 임신한 아이들은 낙태되거나 태어나더라도 버려지는 경우가 많다. 미혼모가 아이를 키울 수 없는 가장 큰 이유는 사회적 편견과 제도적 지원 미비이다. 또한 입양 중개 기관들이 국내 입양보다는 해외 입양 시 훨씬 많은 중개료를 받을 수 있기 때문에 해외 입양이 더 많이 이루어지고 있다는 제도적 관점의 주장도 있다.

## 사회적 관심
한국 경제가 안정세에 들어선 후 왜 한국에서 태어난 아이들이 외국으로 보내져야하는가에 대한 의문이 제기되기 시작했다. 특히 스웨덴에 입양된 실존 해외 입양인 이야기를 다룬 영화인 수잔 브링크의 아리랑이 개봉되면서 각종 미디어들이 입양인 문제에 관심을 가지기 시작했다. 연예인들의 위탁모(입양되기 직전의 아이를 임시로 돌보는 부모) 체험을 주제로 한 프로그램이 관심을 모았고 언론도 입양 문제에 더 많은 관심을 기울이기 시작했다. 유명한 연극 배우인 윤석화가 아이를 입양하고 자신의 체험을 책으로 써냈고 2006년에는 배우인 차인표, 신애라 부부가 딸들을 입양하여 화제가 되었다.
사회적 관심에 비해 정부의 제도적 지원은 부족한 편이다. 한국 정부는 최근의 저출산 현상으로 인해 각종 출산 장려책을 내놓고 있지만 미혼모에 대한 경제적 지원 같은 불필요한 해외입양 방지책은 아직까지 본격적으로 진행되고 있지 않다. 그러나, 수잔 브링크의 경우 친부모를 만나긴 했으나 수잔이 부모의 친척의 사업을 도와준 대가는 아무것도 없었으며 여러 가지 갈등으로 인하여 한국방문은 물론 친부모와 연락을 더 이상 하지 않는 것으로 알고 있다. 해외입양인이 친부모를 찾는 것은 반드시 행복한 일만 아닌 것이다. 오히려 두번 세번의 새로운 상처만 남기는 경우가 있다는 것이다.

## 알려진 해외 입양인
- 순이 프레빈
- 플뢰르 펠르랭
- 장뱅상 플라세
- 에바 손포르제
- 롭 레프스나이더
- 토비 도슨
- 필립 클레이
- 크리스틴 키시
- 사만다 푸터먼
- 아나이스 보르디에

## 해외 입양을 소재로 하는 TV 프로그램
- 미안하다, 사랑한다 (KBS 2TV 월화 드라마 - 2004년 하반기 방영작)

## 같이 보기
- 형제복지원